# Elímios

Distribuição das antigas populações indígenas da Sicília

Elímios (em grego clássico: Ἔλυμοι; romaniz.: Elymoi; em latim: Elymi) foram um povo antigo que habitou a parte ocidental da Sicília durante a Idade do Bronze e a Antiguidade Clássica.